# می دالبرگ
می دالبرگ (انگلیسی: Mae Dahlberg؛ ‏ ۲۴ مهٔ ۱۸۸۸ – ۱ ژانویهٔ ۱۹۶۹) بازیگر نمایش‌های سنتی تئاتر و وودویل اهل استرالیا بود که در دوران سینمای صامت فعالیت داشت. وی شریک حرفه‌ای و از سال ۱۹۱۷ تا ۱۹۲۵ همسر عُرفی استن لورل بود.
از فیلم‌هایی که وی در آن‌ها نقش داشته‌است، می‌توان به روپرت اهل هی ها، شادی مادر، نزدیک دوبلین، جویندگان طلا، دل‌های منجمد، تحت لوای مستی، وقتی شوالیه‌ها ضعیف بودند، آلمانی‌ها و جاسوس‌ها، دردسر، فضاهای کاملاً باز، گل و ماسه و کله‌پوک‌ها در ماه مه اشاره نمود.